# Hybernská
Hybernská ulice na Novém Městě v Praze spojuje křižovatku ulic Na příkopě, Senovážná a Náměstí Republiky s křižovatkou ulic U Bulhara, Wilsonova, Husitská a Seifertova (původně, po založení Nového Města, s Horskou branou stojící v těchto místech).
Na Hybernské ulici má sídlo nejstarší pražské nádraží – Masarykovo postavené v letech 1844–1845.

## Historie a názvy

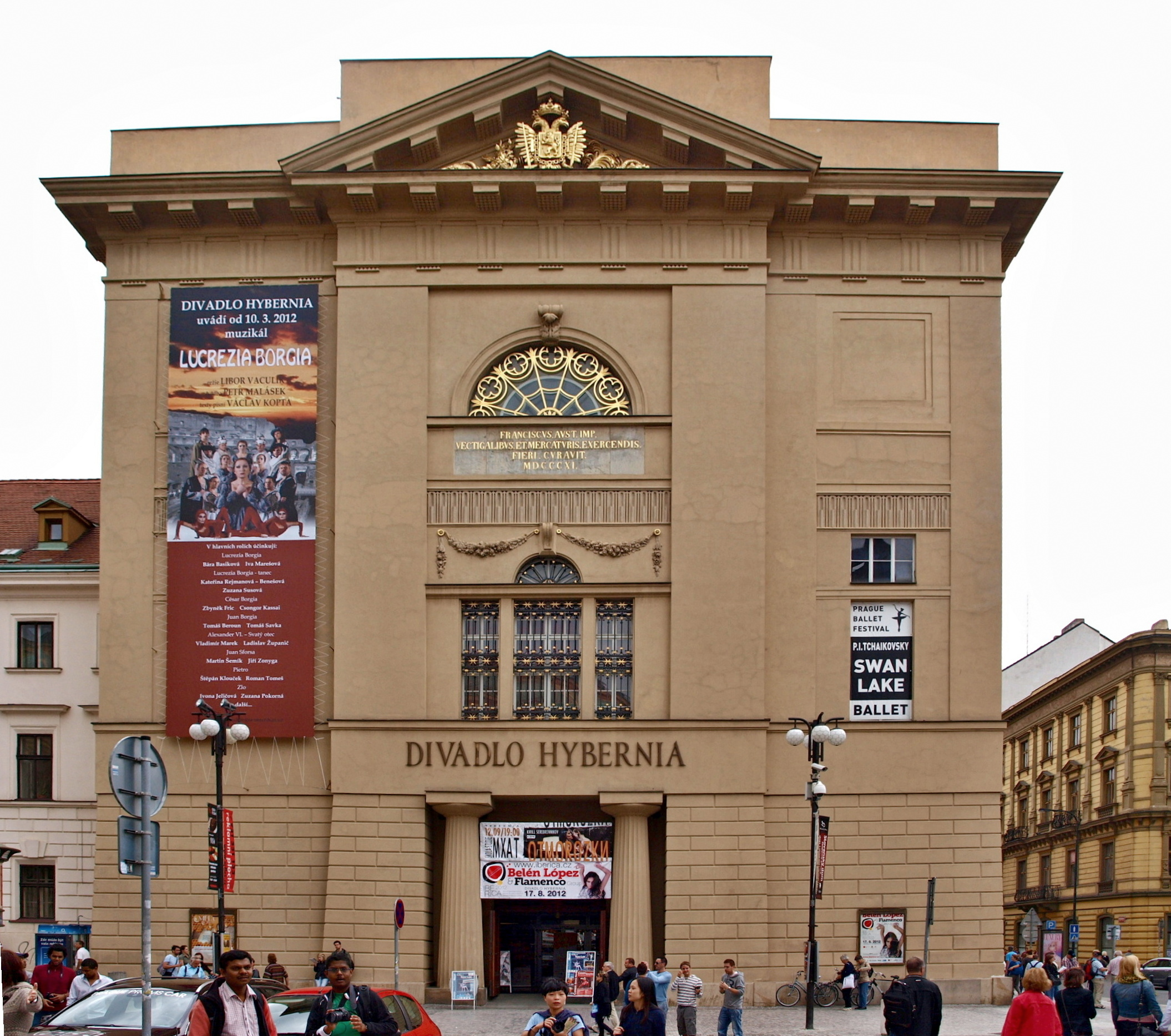
Dům U Hybernů, původně klášterní kostel sv. Ambrože řádu irských františkánů - Hybernů, který dal jméno celé ulici

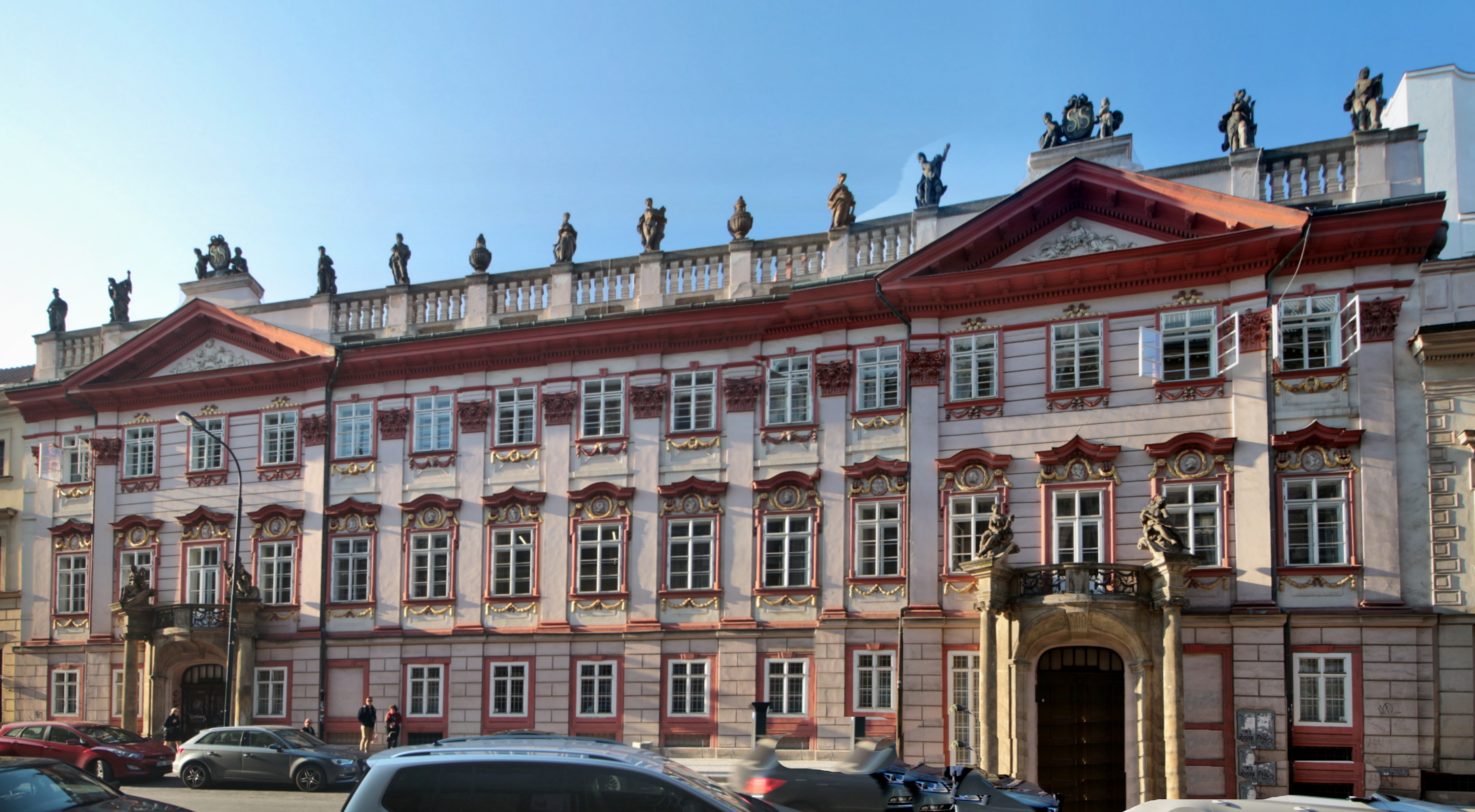
Barokní Swéerts-Sporckův palác

Název je odvozen z latinského slova pro Irsko – „Hibernia“. Kostel sv. Ambrože, který v roce 1355 založil císař Karel IV., získali v roce 1629 irští františkáni – Hyberni. Název ulice se měnil:
- před založením Nového Města – název „Horská“, protože spojovala Prahu s Kutnou Horou
- po založení Nového Města v roce 1348 – „Na Dlážděném" – jedna z prvních dlážděných ulic v Praze
- současně byl název ulice „Svatoambrožská“ podle zdejšího kostela
- 17. a 18. století „Dlážděná“
- od počátku 19. století – „Hybernská“.

## Budovy, firmy a instituce
- Swéerts-Sporckův palác – Hybernská 3 a 5, v letech 1701–1734, resp. 1738 zde provozoval své divadlo hrabě František Antonín Špork, dnes v objektu sídlí Ústav translatologie Filozofické fakulty Univerzity Karlovy[3]
- Kampus Hybernská – Hybernská 4[4]
- Lidový dům, původně palác Losyů z Losinthalu – Hybernská 7, sídlo politické strany Sociální demokracie
- Lannův palác – nárožní budova na adrese Hybernská 11 a Havlíčkova[5]
- Palác Věžníků – Hybernská 12, dvoupodlažní barokní budova, později hotel Kempinski a hotel Grand Mark
- Dům U Hybernů – na rohu ulic Hybernská a Na příkopě